# Triptyque de l'Adoration des mages
Pour les articles homonymes, voir L'Adoration des mages (homonymie).
Le triptyque de l'Adoration des mages également connu sous le nom de « triptyque du Prado » est un triptyque du peintre primitif flamand Hans Memling, actif à Bruges de 1465 à sa mort en 1494. Le triptyque est au musée du Prado. Il est composé de trois parties : le volet gauche est une Nativité, le panneau central une Adoration des mages, le volet droit est une Présentation au temple. Dans le choix des thèmes, ainsi que dans leur représentation, ce triptyque est proche de celui de Jan Floreins et du polyptyque Hulin de Loo.

## Description
On a perdu la trace des faces extérieures des volets. Également appelé « Triptyque de Charles-Quint » parce qu'il était autrefois conservé dans l'« oratoire de Charles-Quint » du palais royal d'Aranjuez. Il s'agit d'une des œuvres les plus connues de Memling, acceptée par la totalité des auteurs. 

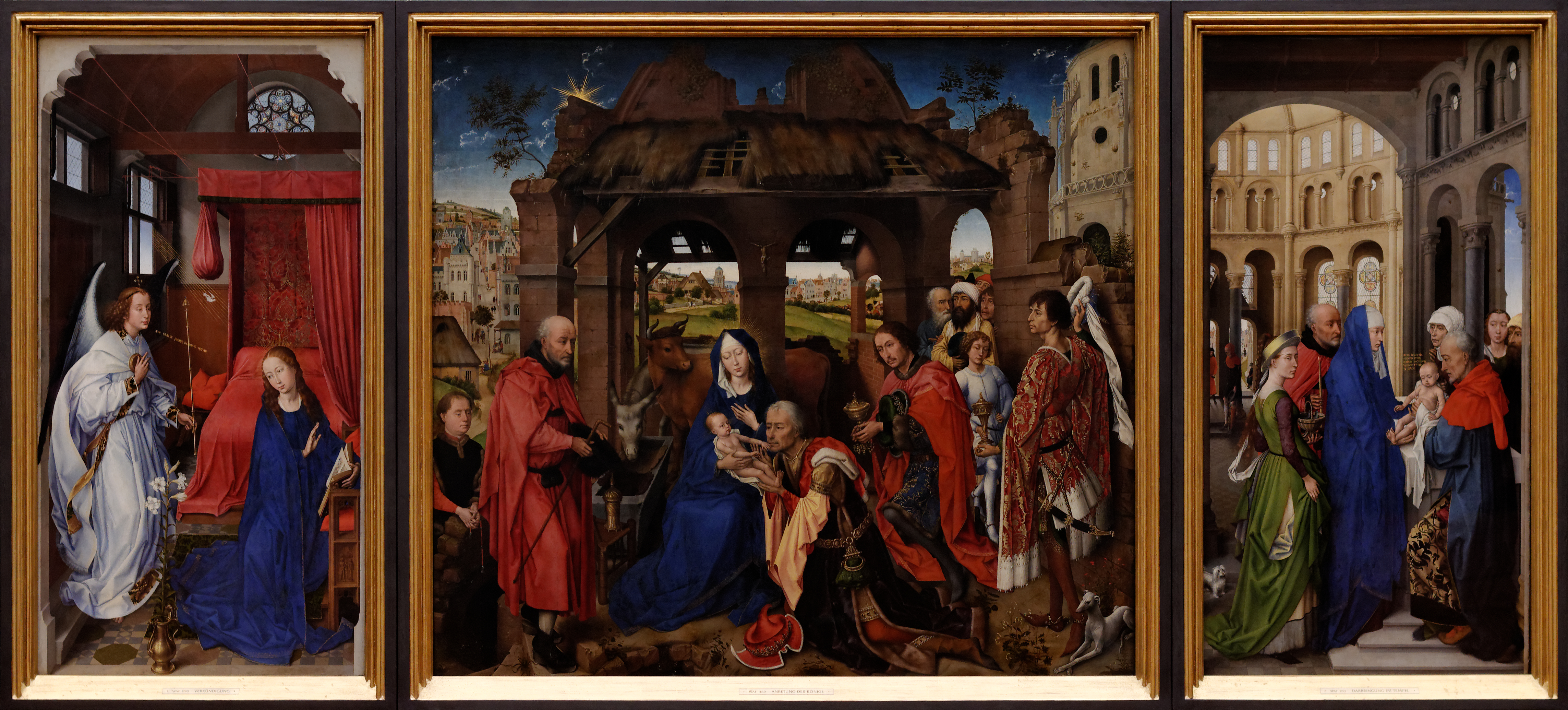
Rogier van der Weyden, « Triptyque de Sainte-Colombe », Alte Pinakothek, Munich (1450–1455).

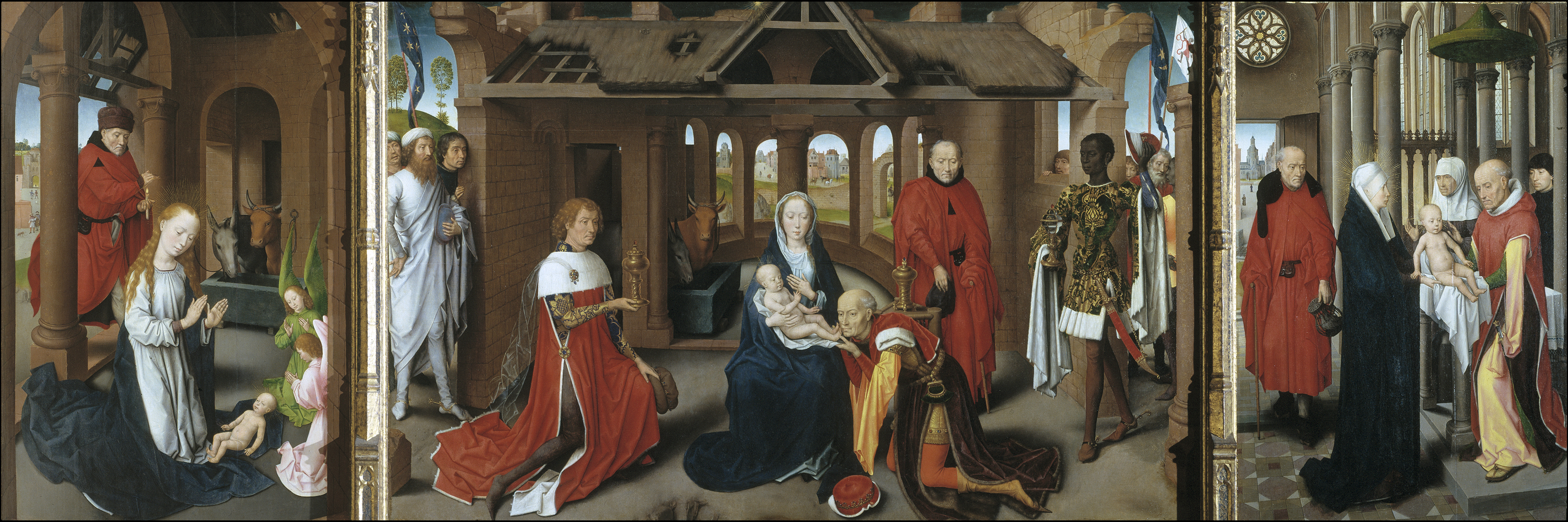
« Triptyque du Prado » (1470–1480).

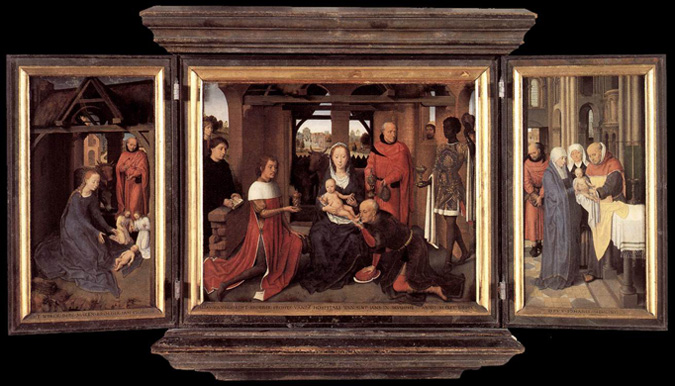
« Triptyque de Jan Floreins » (1479).

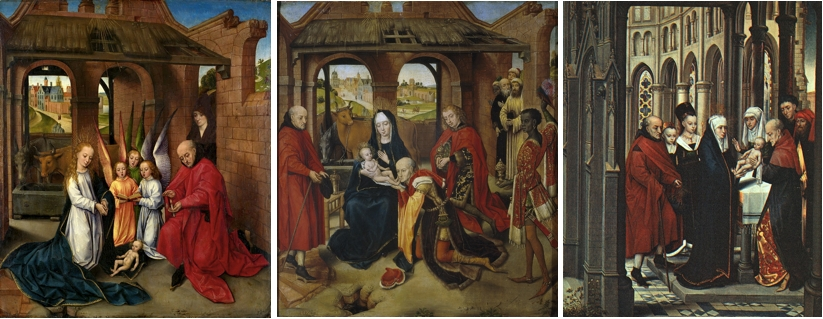
Trois des cinq panneaux du « Polyptyque Hulin de Loo » (1460–1464).

### Volet gauche
Alors que le panneau central et le volet droit sont très semblables à ceux du « Triptyque de Jan Floreins », la composition de cette nativité est tout à fait différente. C'est surtout la personne de Joseph qui est placée différemment et qui change la disposition : au lieu d'être en adoration comme l Vierge, il se place derrière elle, en protecteur. Il y a de la place pour les animaux; aussi, l'un des deux anges est d'un vert éclatant. La vue sur les rues de la cité, à gauche de Joseph, est limitée, en comparaison avec le large panorama que l'on peut voir dans le panneau correspondant du « Polyptyque Hulin de Loo ».

### Panneau central
Alors que dans l'Adoration des mages du « Polyptyque Hulin de Loo », le peintre avait suivi plutôt étroitement le modèle ue lui offrait le panneau central du « Triptyque de Sainte-Colombe » de Rogier van der Weyden, il ne retient ici que quelques éléments de ce prototype, et notamment la figure du vieux roi embrassant l'Enfant. Le groupe de la Vierge à l'Enfant également est influencé par Rogier. Il est intéressant de comparer ce panneau au panneau central du « Triptyque de Jan Floreins ». La composition est clairement la même, mais le présent panneau et d'un format plus large, et a donc permis au peintre d'espacer les personnages, conférant à la scène un hiératisme plus intense.  Elle permet aussi aux curieux, des deux côtés des rois, d'être plus largement visibles et d'assister aux hommages des rois. Les costumes des rois aussi sont plus riches que dans les Triptyque Floreins. Le roi Balthazar, déjà représenté sous la forme d'un jeune homme au maintien élégant dans le « polyptyque Hulin de Loo », lève son chapeau de la main gauche en forme de salut quand il entre en scène. Il porte un costume en brocart, aux manches incroyablement larges, bordées de fourrure blanche. Le sable, dans son étui rouge, est tenu par une chaîne d'or qui entoure et accentue sa taille. Les éperons, à ses chaussures, sont aussi délicatement modelés que sur ceux des autres rois mages. Le roi agenouillé Melchior, le plus âgé, est lui aussi vêtu richement; son manteau à large pans bruns bordé de fourrure s'ouvre sur un pour-point dont les manches et les jambes  sont serties de pierres précieuses. Son chapeau rouge, posé devant lui, est orné d'une fine couronne d'or. Gaspard enfin, genou par terre, porte lui aussi sous son manteau rouge un pourpoint de brocart. Fixé à sa poitrine par une broche d'or, de pierres et de perles, un voile transparent s'enroule autour de son épaule et sur son dos. Chacun des trois rois a apporté son offrande dans un réceptacle fermé, muni d'un couvercle dont la pointe porte une pierre précieuse. Les récipients sont en or pour Gaspard et Melchior, celui de Balthazar semble être en cristal.
La grange, largement ouverte au centre sur plusieurs baies, donne à voir un paysage urbain animé derrière un rempart.

### Volet droit
La Présentation au temple est plus sobre, dans sa composition, que celle du « polyptyque Hulin de Loo » ou celle du « triptyque de Sainte-Colombe » de Rogier van der Weyden. Les cinq personnages qui figurent toujours dans un tel tableau pour respecter le récit: Joseph, Marie, l'Enfant Jésus, Syméon et Anne la prophétesse (fille de Phanuel, âgée selon la tradition de quatre-vingt-quatre ans) ne sont ici accompagnés que d'un jeune homme en noir, à l'extrémité droite, dont l'identité n'est pas révélée. Le temple est représenté sous la forme d'une église gothique dont l'intérieur est assez sobre. La porte d'entrée latérale ouverte laisse entrevoir une vaste place entourée de bâtiments divers. Joseph porte à sa main un récipient contenant deux tourterelles. C'est une offrande, citée dans le texte biblique, et qui correspond à la purification de Marie. Dans les trois panneaux, Joseph est représenté en vieillard, avec une canne bien visible dans les deux derniers panneaux, et vêtu de la manière identique dans les trois volets.

## Datation et historique
Le triptyque est entré au Prado en 1847. La datation en revanche est controversée, entre 1470 pour Friedländer, voire postérieure au triptyque de Floreins, daté de 1479. 